# Хирадо
Хирадо (јап. 平戸島, Хирадошима) је острво у Јапанском мору. Читаво острво и оближњи део острва Кјушу припадају граду Хирадо у префектури Нагасаки.

## Географија
Острво је дугачко око 32 км (од југа према северу) и широко око 10 км (од истока према западу), и пружа се уз западну обалу острва Кјушу у правцу југоисток-северозапад. Са површином од 163 км² Хирадо је 20. острво по величини у Јапану. По попису из 2005, острво је имало 21.000 становника.

## Историја
Хирадо је у периоду Сенгоку био једна од главних база јапанских пирата који су пљачкали обале Кине и Кореје, а после доласка првих трговачких мисија из Европе (1542—1543) постао је важна лука за међународну трговину са европским земљама. Први даимјо острва Хирадо, Мацуура Шигенобу, учествовао је у јапанским инвазијама Кореје (1592—1598) са 3.000 својих људи. Први португалски бродови посетили су Хирадо 1550, енглески 1580, а холандски 1600. године. Португалска трговачка мисија постојала је у Хирадоу 1550-1561, када је пресељена у Нагасаки, где се одржала до протеривања свих страних трговаца 1639. године. Енглеска трговачка постаја на острву Хирадо радила је 1600-1623, када је сасвим напустила Јапан, а холандска од 1609. до 1641, када је пресељена на острво Дешима у луци Нагасаки, где се одржала све до отварања Јапана за међународну трговину (1858).
| ХирадоНагасаки Положај острва Хирадо на мапи Јапана. |  | ХирадоАрхипелаг ГотоНагасакиЦушимаНакадориХисака Острво Хирадо на мапи Кјушуа. |